# Жизнь по вызову
«Жи́знь по вы́зову» — российский драматический телесериал, снятый Сариком Андреасяном и вышедший в онлайн-кинотеатре Kion в 2022 году.
23 августа 2023 года на Kion вышел документальный фильм «Жизнь по вызову. Док», основанный на личных историях тех, для кого «Жизнь по вызову» — не телесериал, а реальность.
25 августа 2024 года на Kion вышел документальный фильм «Жизнь по вызову. Мужской взгляд», в котором впервые показано отношение клиентов к рынку  интим-услуг.
23 августа 2025 года по мотивам сериала на Kion выйдет полнометражный фильм «Жизнь по вызову. Фильм».

## Сюжет
Основной сюжет сериала связан с жизнью эскорт-индустрии современной России. Главный герой Александр Шмидт (Павел Прилучный) по прозвищу «Мэджик» — владелец одноимённого элитного эскорт-агентства — сталкивается с попыткой рейдерского захвата его бизнеса со стороны очень влиятельных людей, действующих анонимно. На протяжении сериала «Мэджик» пытается выяснить, откуда исходит угроза, и защитить свой бизнес, параллельно решая проблемы, возникающие с богатыми клиентами и девушками-эскортницами, а также проблемы в семье, связанные с воспитанием взрослеющей дочери.

## Список сезонов
| Сезон | Серии | Серии | Даты показа     | Даты показа     |
| Сезон | Серии | Серии | Первая серия    | Последняя серия |
| ----- | ----- | ----- | --------------- | --------------- |
| 1     | 10    | 10    | 25 августа 2022 | 20 октября 2022 |
| Фильм | Фильм | Фильм | 23 августа 2023 | 23 августа 2023 |
| 2     | 10    | 10    | 1 сентября 2023 | 28 октября 2023 |
| Фильм | Фильм | Фильм | 25 августа 2024 | 25 августа 2024 |
| 3     | 10    | 10    | 1 сентября 2024 | 25 октября 2024 |
| Фильм | Фильм | Фильм | 23 августа 2025 | 23 августа 2025 |

## В ролях
| Актёр                 | Роль |
| --------------------- | --- |
| Павел Прилучный       | Александр Шмидт («Мэджик»), владелец агентства эскорт-услуг, владелец сайта «G.POINT” (со 2 сезона) и сети борделей (3 сезон), олигарх (с 30 серии) |
| Василина Юсковец      | Алина Шмидт, дочь «Мэджика», убита в 20 серии по приказу Градова                                                                                    |
| Олег Каменщиков       | «Рыбак», помощник Шмидта. Убит в 9 серии Зиминым |
| Виктория Богатырёва   | Галина, администратор. Убита в 8 серии другом Конова                                                                                                |
| Наталья Рудова        | Елена, юрист. Убита охранником Ружинского в 18 серии                                                                                                |
| Лиза Моряк            | Настя, эскортница (1 сезон), администратор (2-3 сезоны), владелица эскорт-агентства, сайта «G.POINT” и сети борделей (с 3 сезона)                   |
| Никита Кологривый     | Антон, брат Насти. Скончался в 20 серии от передозировки наркотиками                                                                                |
| Кирилл Жандаров       | Зимин, майор следственного комитета. Убит Шмидтом в 15 серии                                                                                        |
| Александр Яцко        | Ружинский, бизнесмен |
| Владимир Сычёв        | Конов, клиент. Убит Шмидтом в 20 серии |
| Алексей Кирсанов      | Вадик, владелец борделя. Убит Настей в 11 серии |
| Анна Чурина           | Наташа, жена Ружинского |
| Михаил Богдасаров     | Менжидов, олигарх, клиент |
| Михаил Горевой        | Баринов, клиент |
| Сергей Комаров        | Раткевич, бизнесмен |
| Маргарита Шабардыгина | Даша, подруга Алины |
| Евгения Ярушникова    | Ирэн, эскортница (1 сезон), риелтор (2 сезон) |
| Ольга Смирнова        | Виктория, эскортница |
| Анна Глаубэ           | Анжела, подруга Насти, управляющая борделем |
| Александр Дьяченко    | Градов, бизнесмен. Убит в 30 серии по заказу Шмидта                                                                                                 |
| Янина Студилина       | Катя, бывшая жена Шмидта. Убита Шмидтом в 30 серии под видом самоубийства                                                                           |
| Эллина Бандеева       | Таня, эскортница |
| Алексей Гришин        | капитан Семёнов |

## Критика
Редактор Forbes Life Софья Бронтвейн ещё до выхода сериала высказалась в его адрес резко отрицательно, назвав сериал: 
«одним из самых низкокачественных и отставших от жизни проектов о проституции»
, указав также, что «его главная идея — оскорбить женщин».